# ۲۹۳۹۱ شوالیه
سیارک ۲۹۳۹۱ (به انگلیسی: 29391 Knight، نامگذاری:1996MB) بیست و نه هزار و سیصد و نود و یکمین سیارک کشف شده‌است که در ۱۷ ژوئن ۱۹۹۶ کشف شد.